# Fionoidea
Fionoidea é uma superfamília de pequenas lesmas-do-mar, nudibrânquios eolídeos. Eles são moluscos gastrópodes dentro da infraordem Cladobranchia. As famílias em Fionoidea mostraram ser monofiléticas em evidências de DNA e uma reinterpretação das características da família foi fornecida.

## Distribuição e Habitat
A superfamília tem distribuição cosmopolita, estando presente nas águas de todos os oceanos, inclusive dos polares. Algumas famílias (por exemplo, Flabellinidae, Samlidae) são principalmente distribuídas em águas tropicais e subtropicais, outras (por exemplo, Coryphellidae, Apataidae) estão predominantemente presentes em águas temperadas; finalmente, algumas espécies, como as da família Paracoryphellidae, são endêmicas do Ártico e das áreas adjacentes ao norte do Atlântico e Pacífico.

## Famílias
As famílias da superfamília Fionoidea são as seguintes:
- Abronicidae Korshunova et al., 2017
- Apataidae Korshunova et al., 2017
- Calmidae Iredale & O'Donoghue, 1923
- Coryphellidae Bergh, 1889
- Cumanotidae Odhner, 1907
- Cuthonellidae M. C. Miller, 1977
- Cuthonidae Odhner, 1934
- Embletoniidae Pruvot-Fol, 1954
- Eubranchidae Odhner, 1934
- Fionidae Gray, 1857
- Flabellinidae Bergh, 1889
- Murmaniidae Korshunova et al., 2017
- Paracoryphellidae M. C. Miller, 1971
- Pinufiidae Er. Marcus & Ev. Marcus, 1960
- Pseudovermidae Thiele, 1931
- Samlidae Korshunova et al., 2017
- Tergipedidae Bergh, 1889
- Trinchesiidae F. Nordsieck, 1972
- Unidentiidae Millen & Hermosillo, 2012
- Xenocratenidae Martynov et al., 2020

## References
1. 1 2  Fionoidea Gray, 1857. Consultado através de: World Register of Marine Species em 8 January 2019.
2. ↑  «WoRMS - World Register of Marine Species - Fionoidea Gray, 1857». www.marinespecies.org. Consultado em 9 de agosto de 2020
3. 1 2  Korshunova, T.; Martynov, A.; Picton, B. (2017). Ontogeny as an important part of integrative taxonomy in tergipedid aeolidaceans (Gastropoda: Nudibranchia) with a description of a new genus and species from the Barents Sea. Zootaxa. 4324(1): 1.